# Памид
Памид — технический (винный) сорт винограда, используемый для производства красных вин в Болгарии и соседних странах.

## Происхождение
Сорт был известен еще древним фракийцам, и, вероятней всего, происходит из Фракии. Как и у других старых сортов, у Памида существует множество региональных клонов.

## География
В 2010 площадь виноградников, занятая сортом, составила 9827 га, но в течение следующих лет посадки сокращались. Памид также культивируется в Югославии, Турции, Албании, Венгрии, Греции и Румынии.

## Основные характеристики
Гроздья среднего размера (10-16 см), а виноградины небольшие (14-15 мм) и сочные. Кожа тонкая, красного цвета или иногда темно-красного. Урожай памида собирают примерно в середине сентября. Урожайность составляет около 4-5 кг с одной лозы. Памид устойчив к засухе и загниванию ягод, морозостойкий. Собирать его следует вовремя, так как при созревании ягоды могут осыпаться. Кислотность низкая: 4-5 г / дм3. Сахара накапливается достаточное количество - от 18 до 24%, поэтому изготовляют как моносортовые, так и  купажные, красные, легкие столовые вина для массового потребления. Вина, как правило, не обладают потенциалом к хранению.